# Flat Rock (Ohio)
Flat Rock – jednostka osadnicza w Stanach Zjednoczonych, w stanie Ohio, w hrabstwie Seneca.